# Szamasz-mudammiq
Szamasz-mudammiq – czwarty król Babilonii z tzw. dynastii E, następca Mar-biti-ahhe-iddiny. Dokładne lata jego panowania nie są znane (koniec X/początek IX w. p.n.e.). Według źródeł asyryjskich Babilonia za czasów jego panowania została najechana przez króla asyryjskiego Adad-nirari II, który zajął i włączył do swego państwa znaczne jej części.